# Scheibe SF 40
Die Scheibe SF-40 ist ein Ultraleichtflugzeug des Flugzeugherstellers Scheibe-Flugzeugbau.

## Geschichte
Der Erstflug der SF-40 fand im Jahr 1994 statt. Am 30. März 1995 wurde das Flugzeug auf der Fachmesse Aero in Friedrichshafen einem breiten Publikum vorgestellt. Anfangs war das Flugzeug auch als „Mini-Falke“ oder „Falke 400“ bekannt, weil die maximale Abflugmasse bei 400 kg lag. Inzwischen sind 450 kg zugelassen.
Die SF-40 war der Prototyp des Flugzeuges. In Serienfertigung gingen die SF-40 B und SF-40 C. Für die Störklappen wurden bei der C- und B-Version auf scheibeübliche Klappen des SF-25-C-Falken zurückgegriffen. Die SF-40 C ging 1998 als Schleppflugzeug für Segelflugzeuge bis 350 kg in die Erprobung.

## Konstruktion
Das Flugzeug ist in Gemischtbauweise ausgeführt. Der Stahlrohrrumpf ist relativ zur SF 25 B verkürzt und mit Stoff bespannt. Das Spornrad ist mit dem Seitenruder gekoppelt, sodass das Flugzeug auch am Boden wendig ist. Die Haube wird nach vorn geöffnet, ebenfalls wie bei Scheibeflugzeugen üblich. Die freitragenden Flächen haben einen Kohlefaserholm. Der vordere Teil ist aus GFK, wobei der ganze Flügel bespannt ist. Bei manchen Exemplaren ist der Flügel mit extrem leichtem Ceconite-Stoff bespannt.

## Versionen

### SF-40
Die SF-40 war der Prototyp. Als Motor wird der Motor SE 1800 E1S der Firma Sauer verwendet. Er hatte 44 kW / 60 PS.

### SF-40 B
Die SF-40 B wurde im Gegensatz zur SF-40 in Serie produziert. Die Kunden konnten zwischen einem 44-l- oder 32-l-Tank wählen. Relativ zur SF-40 wurde die Spannweite um 80 cm verringert und es wurden die scheibetypischen Störklappen der SF-25 C verwendet.

### SF-40 C
Die SF-40 C hat eine relativ zur SF-40 B nochmals um 60 cm verringerte Spannweite. Außerdem ist sie seit 1998 für den Segelflugzeugschlepp bis zu 350 kg in der Erprobung. Die größte Veränderung ist, dass statt des Sauer-Triebwerks ein Rotax 912 mit 59 kW/80 PS verwendet wird. Außerdem hat sich der Tankinhalt auf 55 l vergrößert.

## Technische Daten
| Kenngröße              | SF-40                              | SF-40 B                            | SF-40 C                    |
| ---------------------- | ---------------------------------- | ---------------------------------- | -------------------------- |
| Erstflug               | Mai 1994                           | 1995                               | 1996                       |
| Besatzung              | 2                                  | 2                                  | 2                          |
| Spannweite             | 10,80 m                            | 10,00 m                            | 9,40 m                     |
| Rumpflänge             | 5,30 m                             | 5,30 m                             | 5,30 m                     |
| Höhe                   | 1,45 m                             | 1,45 m                             | 1,45 m                     |
| Flügelfläche           | 13,4 m²                            | 12,5 m²                            | 12,0 m²                    |
| Flügelstreckung        | 8,7                                | 8,0                                | 7,36                       |
| Rüstmasse              | 230 kg                             | 280 kg                             | 280 kg                     |
| Zuladung               | 170 kg                             | 170 kg                             | 170 kg                     |
| max. Startmasse        | 400 kg                             | 450 kg                             | 450 kg                     |
| max. Flächenbelastung  | 29,85 kg/m²                        | 36,00 kg/m²                        | 37,5 kg/m²                 |
| Triebwerk              | ein Sauer SE 1800 E1S, 44 kW/60 PS | ein Sauer SE 1800 E1S, 44 kW/60 PS | ein Rotax 912, 59 kW/80 PS |
| Tankinhalt             | 32 l                               | 32 l/40 l                          | 55 l                       |
| Verbrauch              | 8–10 l/h                           | 8–10 l/h                           |                            |
| max. Steigrate         | 3 m/s                              | 3 m/s                              |                            |
| Startrollstrecke       | 100 m                              | 100 m                              |                            |
| Mindestgeschwindigkeit | 55 km/h                            | 62 km/h                            | 65 km/h                    |
| Reisegeschwindigkeit   | 150 km/h                           | 150 km/h                           | 180 km/h                   |
| Höchstgeschwindigkeit  | 170 km/h                           |                                    |                            |
| Reichweite             | 500 km                             | 500 km/650 km                      |                            |